# Corporate Memphis
Corporate Memphis, també conegut amb els noms alternatius d'Alegria o art corporatiu, és un estil artístic propi del màrqueting creatiu. El seu nom principal fa referència al Grup Memphis, una firma italiana a la qual s'associa pel seu disseny pla de colors i centrat en figures geomètriques senzilles.
És un estil vinculat estretament a les estratègies comunicatives i de responsabilitat social corporativa de les grans tecnològiques d'ençà de finals de la dècada de 2010 (pel seu origen en un encàrrec de Facebook) i també de les primeries dels anys 2020. La seva recepció pública i de l'anàlisi professional ha estat especialment crítica per mor de la seva intencionalitat poc sincera, complaent, poc original i àdhuc ofensiva com a rentada d'imatge empresarial o polític. Nogensmenys, diversos il·lustradors l'han defensat sota el criteri de ser un estil legítim com qualsevol altre en la història de l'art.

## Història
L'apogeu del programari de gràfics vectorials i l'aparició de corrents nostàlgics amb la il·lustració moderna de mitjan segle xx van revifar l'aparició de tendències de disseny pla. Aquest corrent va reeixir en la il·lustració editorial i sobretot en la indústria tecnològica com a solució simple i escalable per a omplir espais en blanc i dotar de més personalitat les aplicacions i pàgines web. Va tenir com a punt d'inflexió l'estratègia de Facebook que, en un moment polític delicat el 2017 als EUA, va presentar Alegria, un sistema d'il·lustracions encarregat a l'agència de disseny Buck Studios i a la il·lustradora argentina Xoana Herrera.
El nom Corporate Memphis va sorgir a partir del títol d'un tauler de la xarxa social Are.na que va recollir exemples visuals primerencs d'aquest estil visual. És una referència directa al Grup Memphis, un estudi de disseny italià del decenni del 1980 conegut pels seus colors brillants, per patrons infantils i per convergir totes les seves figures en formes elementals, que ja havien tingut una gran recepció en altres aspectes com el mobiliari d'ençà dels anys 1990 per la seva gran capacitat d'introduir aquestes geometries bàsiques al mercat. Alhora, aquell corrent s'havia inspirat en una síntesi d'elements emergents al llarg del segle xx: l'art déco dels anys 1920, el futurisme dels dissenys d'interiors de l'era atòmica i també els colors i patrons de l'art pop.

## Característiques visuals
Corporate Memphis és ràpid, barat i fàcil de produir i, per tant, molt atractiu per a les empreses; hi ha programari com l'Adobe Illustrator capaç de generar aquesta mena de dissenys molt senzillament. Aquest és el motiu pel qual s'ha estès massivament i de manera ubiqua, també fins a la societat dels Països Catalans i en concret a Catalunya, on s'ha convertit en l'estil habitual de diversos vídeos del Govern de la Generalitat de Catalunya.

Exemples de Corporate Memphis en vídeos del 2024 de la Generalitat de Catalunya
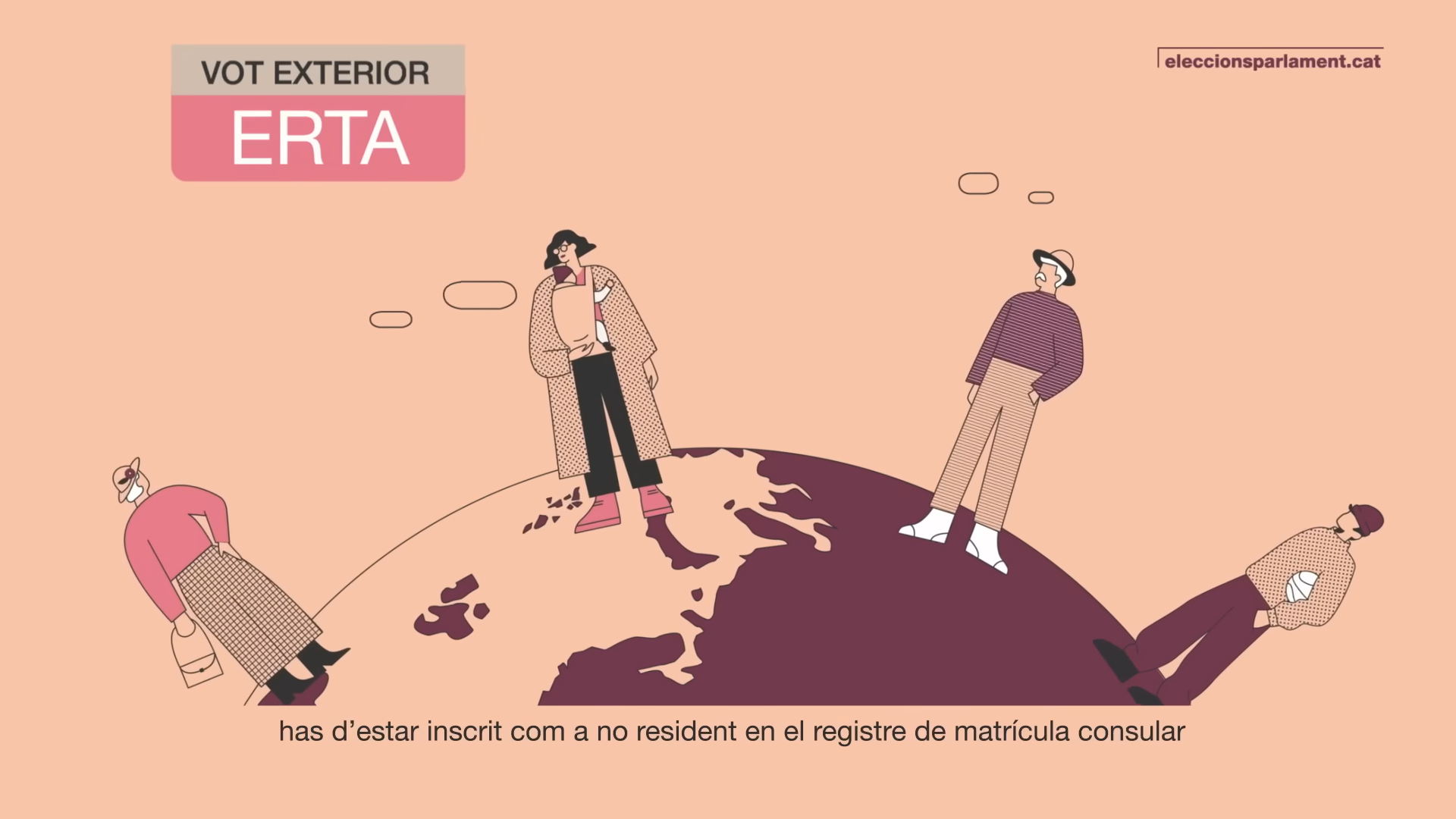
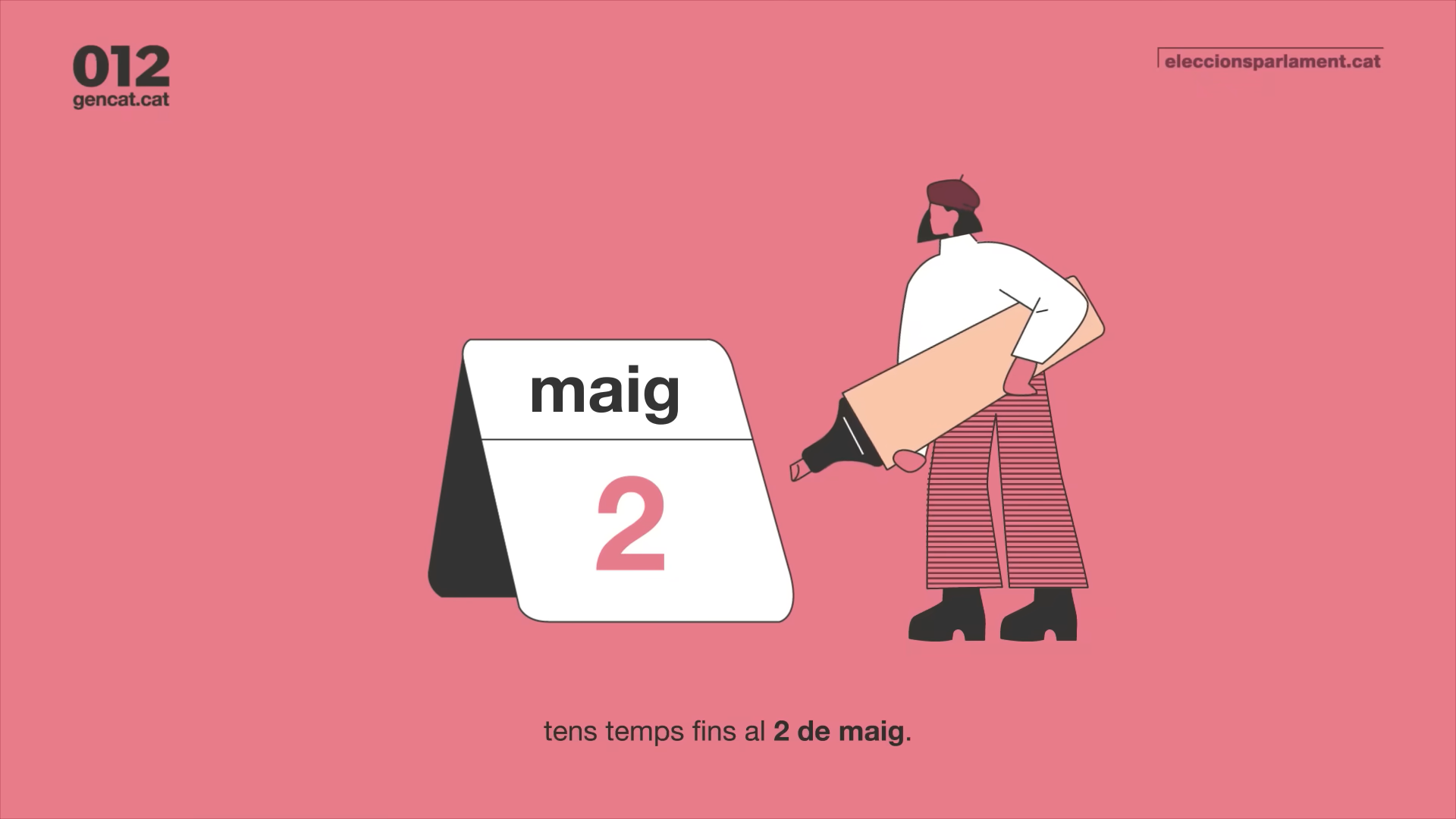

Els motius comuns de Corporate Memphis són persones completament planes (bidimensionals) duent a terme alguna mena d'acció i caracteritzades per una fesomia desproporcionada: extremitats llargues i bandisses, torsos petits i absència de trets facials, amb colors brillants i sense cap barreja en la paleta. La versió publicada en l'estratègia de màrqueting de Facebook, de nom Alegria, utilitza tons de pell no representatius com el blau i el porpra per a denotar major universalitat, per bé que alguns artistes que treballen aquest estil opten per uns colors de pell més realistes per tal de fer palesa més diversitat ètnica.

## Anàlisi i crítica
Un cop Facebook n'adoptà l'estil i es normalitzà massivament arreu d'Internet cap a la fi del decenni del 2010, la sobtada ubiqüitat d'aquest tipus de gràfics vectorials provocà una creixent reacció crítica negativa. Corporate Memphis ha rebut valoracions negatives tant pels experts del sector com en la recepció social i popular —inclosa una miríada de mems d'internet— per ser excessivament minimalista, genèric i mandrós i per provar de «desinfectar l'opinió pública sobre les grans empreses tecnològiques amb una interacció humana presentada constantment dins un optimisme utòpic». També se l'ha acusat de ser una de les causes per les quals la publicitat institucional i empresarial és cada cop menys original i més monòtona.

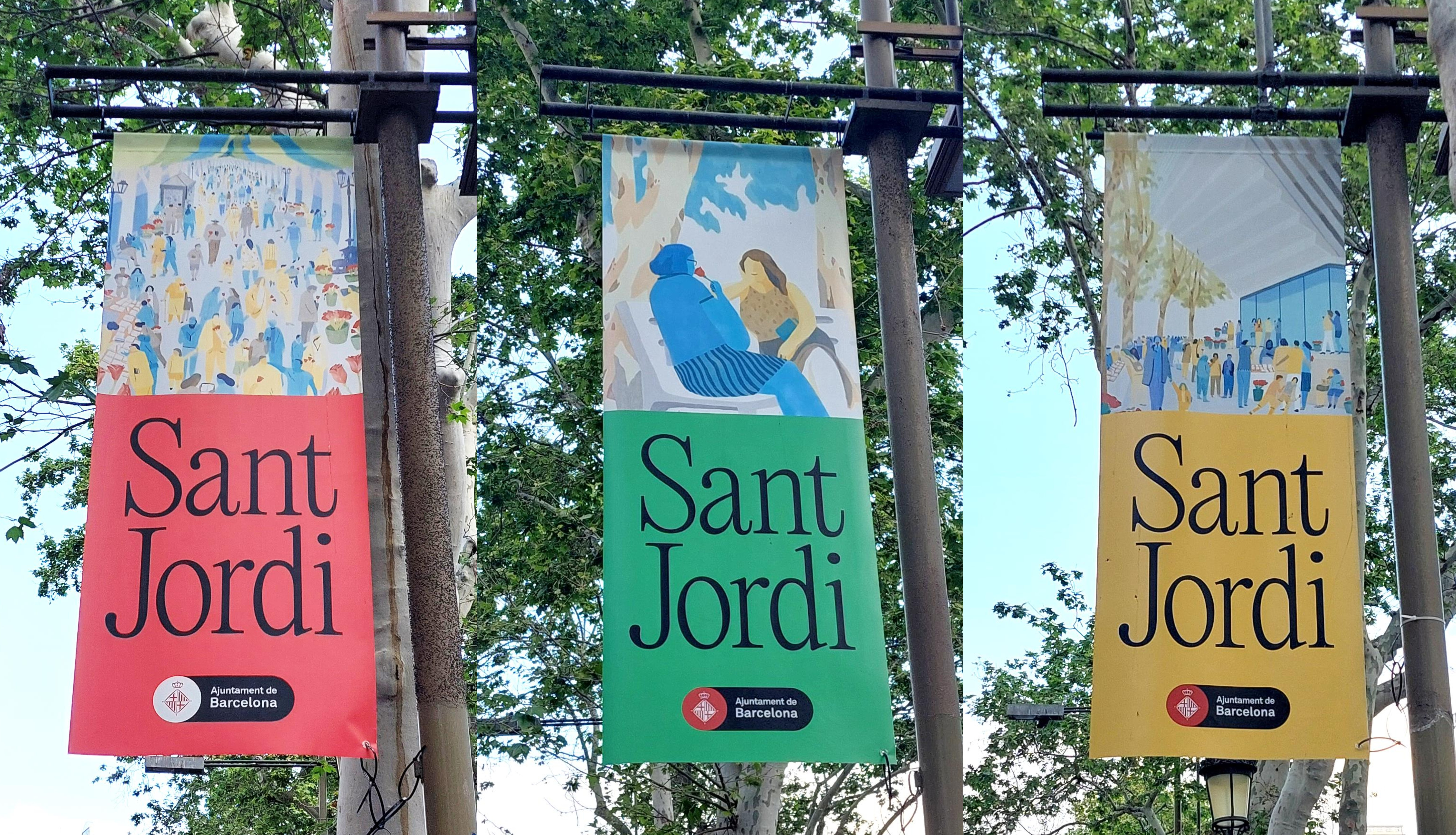
Els cartells de la Diada de Sant Jordi del 2024, fets amb Corporate Memphis per l'artista Pau Gasol Valls, provocaren fortes crítiques cap a l'Ajuntament de Barcelona.

Pel que fa als tons de colors de pell, poc habituals, però afegits per alguns creadors o estudis en pro de la diversitat, és una pràctica que ha rebut nombroses queixes perquè perpetua el tokenisme (com a condescendència superficial d'inclusió ètnica en l'àmbit empresarial o àdhuc en encàrrecs públics) i una sensació d'inautenticitat. La conversió dels colors de pell que identifiquen les ètnies humanes, convertides a blaus, rojos o liles impersonals és considerat segons la teoria post-racial com una mena de neteja d'imatge similar al blanquejament en pel·lícules i de subordinació.
Altres crítiques cap a aquest estil rauen sovint en debats més profunds sobre la pèrdua d'indústria creativa i d'un màrqueting amb identitat sota el jou constant del capitalisme i del neoliberalisme, tant des de sectors progressistes i antiracistes com també des de l'extrema dreta. En l'àmbit catalanoparlant, per exemple, la cartelleria oficial de la Diada de Sant Jordi del 2024 a Barcelona, amb il·lustracions fetes íntegrament de Corporate Memphis per l'autor Pau Gasol Valls, foren durament criticades. Diverses personalitats del món associatiu, literari, polític i cultural català en retragueren la selecció a l'Ajuntament de Barcelona, amb arguments sobre la seva buidor i afany desnacionalitzador i despersonalitzador, sense gairebé cap element distintiu de la jornada, especialment amb l'omissió de tota senyera.
Nogensmenys, en sentit favorable, però molt menys habitual en les anàlisis estilístiques, també s'ha afirmat que Corporate Memphis s'ha d'entendre amb una profunditat i una varietat de vegades inesperades i que mereix ser entès per mèrits propis i no sempre vinculat a les distopies tecnològiques.